# Rutela vetula
Rutela vetula är en skalbaggsart som beskrevs av Ohaus 1913. Rutela vetula ingår i släktet Rutela och familjen Rutelidae. Inga underarter finns listade i Catalogue of Life.